# George Simond
George Miéville Simond (Marylebone, Londres, Anglaterra, 23 de gener de 1867 − Montecarlo, Mònaco, 8 d'abril de 1941) fou un tennista britànic, guanyador d'una medalla d'argent als Jocs Olímpics de Londres de 1908 junt a George Caridia.
Fill de George Simond, banquer suís que treballava a Londres, tenia tres germans: Charles, Septimus i Amadee. El seu germà Charles i ell van debutar a Wimbledon l'any 1894 i foren assidus al torneig fins a l'edició de 1912. En categoria individual no va aconseguir cap èxit important en Grands Slams però si que es va imposar en els torneigs de Lió i Middlesex (1905).

## Dobles
| Any  | Campionat                                     | Parella        | Oponents                    | Resultat           |
| ---- | --------------------------------------------- | -------------- | --------------------------- | ------------------ |
| 1908 | Jocs Olímpics, Londres, Regne Unit (interior) | George Caridia | Arthur Gore Herbert Barrett | 2−6, 6−2, 3−6, 3−6 |